# Sydney Brenner
Sydney Brenner (Germiston, 1927. január 13. –Szingapúr, 2019. április 5.) dél-afrikai biológus, genetikus. Brenner vezette be genetikai és fejlődésbiológiai modellszervezetként a Caenorhabditis elegans fonálférget. 2002-ben H. Robert Horvitz-cal és John Sulstonnal megosztva megkapta az orvostudományi Nobel-díjat "a szervfejlődés és a programozott sejthalál genetikai szabályozásának felfedezéséért".

## Tanulmányai
Sydney Brenner 1927. január 13-án született a dél-afrikai Germiston kisvárosban. Szülei balti zsidó bevándorlók voltak; apja, Morris Brenner cipész 1910-ben Litvániából vándorolt ki Dél-Afrikába, anyja, Lena Blacher pedig a lettországi Rigából 1922-ben. Az elemi iskola első három évét egy év alatt elvégezte, és aztán hatévesen már a negyedikbe íratták be szülei. A helyi középiskolában tanult, ahol 1941 decemberében, egy hónappal 15. születésnapja előtt érettségizett. Diákkorában rendszeres látogatója volt a városi könyvtárnak és otthon kémiai kísérleteket is végzett.
1942-ben a városi tanács pénzügyi támogatásával beiratkozott a johannesburgi Witwatersrand Egyetemre. Eleinte kémiát, zoológiát és botanikát tanult, majd az orvosi tanszék hallgatója lett. Mivel fiatal kora miatt végzősként nem praktizálhatott volna orvosként, egy évig külön anatómiát és élettant tanult. Megismerkedett Joseph Gillmannal, akinél két évig hisztológiai kutatásokat végzett. Hisztokémiai témából írta szakdolgozatát is 1947-es MSc diplomájához. Továbbra is az egyetemen maradt és 1951-ben megszerezte orvosi diplomáját.

## Tudományos tevékenysége
Brenner már korábban is kapott kutatói ajánlatot az Oxfordi Egyetemtől, de előbb szerette volna befejezni orvosi tanulmányait. 1952-ben Oxfordba utazott és a fizikai-kémiai laboratóriumban doktoranduszként kezdte tanulmányozni a bakteriofágokat. A következő évben hírt kaptak, hogy Cambridge-i Egyetemen megfejtették a DNS szerkezetét. Brenner és két kollégája átautóztak Cambridge-be, hogy megnézzék a molekula modelljét, és Brenner ezután úgy döntött, hogy ő is ezzel, molekuláris biológiával akar foglalkozni. 1954-ben megszerezte PhD fokozatát, utána pedig a Cold Spring Harbor-i Carnegie Institution Laboratory vezetőjének meghívására az Egyesült Államokba látogatott. A keleti partról James Watson társaságában átautózott Kaliforniába, ahol meglátogatta a California Institute of Technology-t és a Berkeley Egyetem víruslaboratóriumát; valamint megismerkedett olyan Nobel-díjas kutatókkal, mint Max Delbrück és Salvador Luria.
1954 végén visszatért Dél-Afrikába, ahol fágkutatással és a genetikai kód elméletével foglalkozott, míg 1956-ban sikerült a cambridge-i Medical Research Council laboratóriumában megpályáznia egy kutatói állást. A következő 20 évben a DNS szerkezetének megfejtőjével, Francis Crickkel közös helyiségben dolgozott. Crickkel közösen elméleti úton  megjósolták a messenger RNS és a transzfer RNS létét, majd egy kísérlettel bebizonyították, hogy a genetikai kód hárombázisos tripletekből áll és rámutattak a frameshift mutációk lehetőségére. Szintén közösen kidolgoztak egy lehetséges mechanizmust, amellyel az élet korai szakaszában a nukleinsavakról riboszómák nélkül készülhettek fehérjék.  
A 60-as évek közepére megfejtették a genetikai kódot, Brenner és Crick pedig új témát keresve az idegsejtek szerveződését kezdte tanulmányozni; ám míg Cricket az emberi agy érdekelte, Brenner a legelején, a legegyszerűbb idegrendszerek felépítésével kezdte. Ehhez keresett megfelelő modellszervezetet, és az 1 mm-es, talajban élő fonálférget, a Caenorhabditis elegans-t választotta, melyet könnyű volt tenyészteni és minden egyes idegsejtjének sorsát képes volt tanulmányozni. John E. Sulstonnal közösen feltérképezték a C. elegans teljes idegrendszerét, annak valamennyi sejtjét. Ezután Sulston végigkövette a féreg fejlődését, annak egysejtes peteállapotából a 959-sejtes felnőtt állatig és közben felfedezték a programozott sejthalál jelenségét.
1977-ben Max Perutz visszavonulása után Brennert nevezték ki a Medical Research Council molekuláris laboratóriumának vezetőjévé. Amellett, hogy rendbe tette az intézmény költségvetését, javasolta, hogy az új molekuláris biológiai technikákkal határozzák meg a C. elegans és esetleg az ember teljes DNS-szekvenciáját. Brenner nem szerette a pozíciójával járó adminisztratív terheket, ezért 1986-ban lemondott, cserébe egy kisebb laboratóriumot (a Molekuláris Genetikai Egységet) kapott, amelynek vezetése mellett foglalkozhatott kutatásaival is. 1992-ben, 65 évesen visszavonult a laboratórium vezetésétől. 1996-ban átköltözött Kaliforniába, ahol az ipar támogatásával megalapította a Molekuláris Tudományok Intézetét, melynek elnöke lett. 2000-ben lemondott vezetői pozíciójáról és a Salk Intézetben kapott kutatóprofesszori lehetőséget. Brenner 2005-ben elvállalta az Okinawa Institute of Science and Technology vezetését és ezzel párhuzamosan tagja a Scripps Research Institute tudományos igazgatóságának is. 

## Elismerései
Sydney Brenner, John Sulston és az apoptózist kutató H. Robert Horvitz 2002-ben elnyerte az orvostudományi Nobel-díjat "a szervfejlődés és a programozott sejthalál genetikai szabályozásának felfedezéséért". Brenner ezenkívül a következő jelentős kitüntetésekben részesült: 
- 1965 Royal Society-tagság
- 1971 Albert Lasker-díj az orvostudományi alapkutatásért
- 1974 a Royal Sciety Royal Medal-ja
- 1976 a Chicagói Egyetem díszdoktori címe
- 1978 a kanadai Gairdner Alapítvány nemzetközi díja
- 1980 az európai biokémiai társaságok Krebs-érme
- 1981 a	Biokémiai Társaság Ciba-érme
- 1986 az amerikai Brandeis Egyetem Rosenstiel-díja
- 1987 a svájci Prix Louis Jeantet de Medecine
- 1987 az Izraeli Műszaki Intézet Harvey-díja
- 1988 a Scripps Research Institute Waterford Bio-Medical Science Award-ja
- 1990 Kiotó-díj
- 1992 a szaúdi Fejszál király Nemzetközi Tudományos Díj
- 2000 Albert Lasker-díj a különleges orvostudományi teljesítményért
- 2001 a Novartis Drew-díja
- 2006 a szingapúri Tudományos, Technológiai és Kutatási Ügynökség díja

## Családja
Sydney Brenner 1954-ben vette feleségül May Covitzot. Három gyermekük született, Belinda, Carla és Stefan Brenner, valamint felnevelték felesége első házasságából való fiát, Jonathan Balkindot.